# Jaume Garde
 (décembre 2020).
Si vous disposez d'ouvrages ou d'articles de référence ou si vous connaissez des sites web de qualité traitant du thème abordé ici, merci de compléter l'article en donnant les références utiles à sa vérifiabilité et en les liant à la section « Notes et références ».
Jacques (Jaume en provençal) Garde, né vers 1400 et mort après novembre 1480), est un seigneur de Saint-Marc, près d'Aix-en-Provence, ayant laissé son nom à l'actuelle commune de Saint-Marc-Jaumegarde.

## Biographie
Fils de Noble Louis Garde (vers 1360 + après mars 1438), seigneur de Saint-Marc dès 1399 (hommage de la seigneurie de Saint-Marc à Louis II d’Anjou, comte de Provence, le 13 octobre 1399), probablement notaire à Aix, et petit-fils de Sisteron Garde (né vers 1310), notaire à Aix et syndic de cette ville (fonction municipale exécutive) en 1352.
Jaume Garde assiste à l'Assemblée générale de Provence en 1418 (sic). Il est notaire à Aix et syndic de cette ville en 1436.
Dès mars 1438 il administre la seigneurie de Saint-Marc comme procureur de son père (signature de baux agricoles), avant d'en devenir seigneur vers 1440. C'est aussi vers cette date qu'il épouse Antoinette Agard ou Agar, d'une famille originaire de Cavaillon établie à Aix (où un Guilhem Agar est chanoine de la cathédrale dès 1308). Jaume Garde est à nouveau syndic de la ville d’Aix en 1461.
En 1472, le roi René d'Anjou contraint Jaume Garde à échanger la seigneurie de Saint-Marc contre celle de Collongue-Venel (actuelle commune de Simiane-Collongue), appartenant au comte de Provence. Ce dernier donne alors Saint-Marc à son Premier médecin, Pierre Robin (+ après le 24 juin 1483), originaire d'Angers, seigneur de Graveson. Cinq ans après, nouvel échange : Jaume Garde obtient de récupérer Saint-Marc.
Il assiste à l’Assemblée des États de Provence, à Aix, le 8 novembre 1480, déjà fort âgé, et vit jusque vers 1490.
Son attachement à sa terre, le soin qu'il lui accorde, et sa longévité sont tels qu'il laisse son nom à la seigneurie, puis commune de Saint-Marc-Jaumegarde. Cette appellation, longtemps informelle, a évolué de Saint-Marc de Jaume Garde (puis de Jaumegarde) à sa forme actuelle, déjà utilisée en 1789, notamment dans le cahier de doléances de la communauté des habitants.
Il est à noter que les barons de Saint-Marc successifs n'ont jamais fait suivre ce nom de celui de Jaume Garde, leur ancêtre puis prédécesseur, ce qui semble indiquer un attachement particulier de la population à la figure de Jaume Garde, contemporaine de celle du "bon roi René". Cette apparence semble confirmée par la forme provençale du prénom, Jaume (et non Jacques).
Le 18 octobre 1918, sur la recommandation du sous-préfet d'Aix-en-Provence, une délibération du conseil municipal de Saint-Marc adjoint au nom de cette commune celui de « Jaumegarde », officialisant une pratique de plusieurs siècles. Ce nom, Saint-Marc-Jaumegarde, est confirmé par décret le 18 novembre 1919.

## Postérité
Le fils unique de Jaume Garde, Maximin Garde (vers 1440 + après le 20 juillet 1513), seigneur de Saint-Marc vers 1490, épouse en 1476 à Douce Brici, dame en partie de Vins, près de Brignoles et fait son testament le 20 juillet 1513. Ce ménage laisse un fils et une fille :
1/ Honoré Garde (vers 1480 + après 28 décembre 1568, date de son testament), seigneur de Vins, reçu conseiller (en janvier 1544), puis président à mortier au Parlement de Provence (en 1559), marié vers 1510, avec dispense du Pape, à Anne Atanulfe (ou Altenèphe), dame en partie de Vins, sa cousine-germaine, fille de Sixte Atanulfe, secrétaire du Roi René, et de Marguerite Brici, dame en partie de Vins (sœur de Douce Brici). À la mort de son père, fin 1513, Honoré laisse la seigneurie de Saint-Marc à sa sœur, en échange de biens importants que son beau-frère Puget possédait à Vins.
Son fils et ses petits-enfants Garde de Vins (marquis de Vins en 1641) se sont alliés aux plus considérables maisons de Provence : Pontevès-Carcès, Forbin-Soliers (d'où postérité Ginestous sous Louis XV), Forbin-La Barben, Castellane-Salernes, d'Agoult-Montauban... Son petit-fils, Hubert de Garde de Vins (vers 1545, à Vins + 20 novembre 1589, tué d’un coup de Mousquet au siège de Grasse), a succédé au comte de Carcès, son oncle, comme chef de la Ligue en Provence, à la tête de presque toute la noblesse de cette province. La famille Garde s'éteint en la personne de Jean de Garde d’Agoult (vers 1650 + 10 février 1732, Paris, à 82 ans), 4e marquis de Vins (1673), capitaine-lieutenant de la 2e compagnie des mousquetaires du roi (1692-1713), lieutenant-général des armées du roi (1693), beau-frère et ami du marquis de Pomponne (+ 1699), secrétaire d’état aux Affaires étrangères, également très lié à Madame de Sévigné.
2/ Delphine (ou Dauphine) Garde (née vers 1490), dame de Saint-Marc, mariée à Bertrand de Puget (vers 1425 + 1517), de Brignoles, 5e fils de Jean de Puget (vers 1385 + après 1443), seigneur de Brénon et Chastueil, d’où la branche des Puget de Saint-Marc. Leur petit-fils Antoine de Puget (vers 1530, Aix + 1625, Saint-Maximin, à 95 ans), seigneur puis baron de Saint-Marc (par lettres patentes de 1609), auteur de mémoires sur l’histoire de la Provence entre 1561 et 1596, est gouverneur de Saint-Maximin et de Forcalquier, colonel d’un régiment d’infanterie, commandant de l’artillerie de Provence, puis maréchal de camp. Il modernise son château de Saint-Marc vers 1576, qui est bientôt brûlé par les ligueurs aixois en 1592. Son fils cadet Antoine de Puget est grand-croix de l’ordre de Malte et commandeur d’Aix, et son aîné Melchior épouse en 1615 une Grimaldi d’Antibes. Ce ménage a pour fils Jean-Henri de Puget (vers 1616 + 1669), baron de Saint-Marc, colonel d'infanterie puis brigadier des armées du roi, 1er consul d’Aix et procureur du pays (1650-1651). En 1723, les Puget de Saint-Marc vendent la baronnie de Saint-Marc à la famille de Meyronnet, parlementaires aixois. Le hasard fait que, les Meyronnet-Saint-Marc s'étant éteints en 1958, leur neveu et héritier, devenu alors propriétaire du domaine de Saint-Marc, a épousé, la même année une lointaine descendante de Jaume Garde.